# Waldeck (wijk in Den Haag)
Waldeck is een van de wijken in Den Haag in het stadsdeel Loosduinen. De wijk is vernoemd naar H.C. Waldeck (1811-1881), die burgemeester van Loosduinen was van 1850-1872.
Waldeck, onderverdeeld in de buurten Nieuw Waldeck, Waldeck-Noord, Waldeck-Zuid, Rosenburg en Componistenbuurt, grenst aan de wijken Loosduinen, Kijkduin en Ockenburgh, Bohemen en Meer en Bos en Vruchtenbuurt.
De wijk is voor een groot deel gebouwd op de voormalige afzanderij Rusthoek, een gebied van geestgrond, waarvan het meest zuidwestelijk gedeelte (19 hectare) in 1877 werd gekocht door Pieter Frederik Leonardus Waldeck (1840-1897) en zijn echtgenote Louise Marie Waldeck-Welsink (1848-1929). Het stond daarna bekend als de Geest van Waldeck. Na de definitieve annexatie van Loosduinen door de Gemeente Den Haag in 1923 was het duidelijk dat de groeiende stad ter plaatse zocht naar mogelijkheden voor woningbouw. In 1928 besloot Louise Marie Waldeck de Geest te verkopen waarmee de tuinbouw in het gebied uiteindelijk moest wijken voor de bouw van de wijk. Die begon overigens pas in de jaren zestig van de vorige eeuw.
P.F.L. Waldeck, zoon van de Loosduinse burgemeester H.C. Waldeck, was actief als bestuurder op het gebied van land- en tuinbouw en als bevorderaar van de export van Nederlandse agrarische producten. Zo was hij secretaris-penningmeester van de Hollandsche Maatschappij van Landbouw, voorzitter van de Vereeniging Westland en een van de oprichters van het Nederlands Rundvee Stamboek. De naamgeving van de wijk Waldeck straalt daarom ook af op deze grondbezitter en land- en tuinbouwpromotor. Hij stierf tijdens een verkiezingsbijeenkomst in het Haagse etablissement 't Goude Hooft.

## Transport
De WSM-stoomtram was de eerste verbinding "onder" dit gebied, op de Oude Haagweg, in 1882. Deze reed tot 1932 daar. In 1928 kwam de eerste elektrische tram "boven" het gebied, op de Laan van Meerdervoort. Dat was tramlijn 20. Dit werd lijn 2 in 1948, en die werd opgeheven in 1963. Van 1966 tot 1983 gaf bus 19 een verbinding met het centrum en van 1973-1983 ook bus 26. In 1983 ging na 50 jaar opnieuw een tram rijden op de Oude Haagweg; lijn 2 (4e). In 1985 werd tramlijn 3 (3e) verlengd door de Aaltje Noorderwierstraat, en kwam zodoende aan de zijkant van de wijk. Sinds 2007 is dit RandstadRail 3. De enige die echt (een stukje) in de wijk kwam, sinds 1981, was buslijn 14, waarvoor bij de Maurice Ravelweg een 'keerlus' aangelegd was. Daar was tot 1989 het eindpunt. Daarna was daar alleen nog een halte, waarna de bus terug reed en de wijk uit. In 2007 werd lijn 14 vernummerd in 21. De korte 'zijtak' de wijk in via de 'keerlus' is toen opgeheven.